# Rodrigue Beaubois
Rodrigue Beaubois (Pointe-à-Pitre, 24 de fevereiro de 1988) é um jogador de basquete profissional francês que atualmente joga pelo Anadolu Efes.
Ala-armador, iniciou profissionalmente na equipe francesa Cholet Basket em 2006. Selecionado no draft da NBA pelo Oklahoma City Thunder em 2009, logo foi negociado ao Dallas Mavericks. 

## Estatísticas na NBA

### Temporada regular
| Ano     | Equipe | PJ  | PT | MPP  | %TC  | %3P  | %TL  | RPP | APP | ROB | TPP | PPP |
| ------- | ------ | --- | -- | ---- | ---- | ---- | ---- | --- | --- | --- | --- | --- |
| 2009–10 | Dallas | 56  | 16 | 12.5 | .518 | .409 | .808 | 1.4 | 1.3 | .5  | .2  | 7.1 |
| 2010–11 | Dallas | 28  | 26 | 17.7 | .422 | .301 | .767 | 1.9 | 2.3 | .7  | .3  | 8.4 |
| 2011–12 | Dallas | 53  | 12 | 21.7 | .422 | .288 | .841 | 2.8 | 2.9 | 1.1 | .5  | 8.9 |
| 2012–13 | Dallas | 45  | 0  | 12.2 | .369 | .292 | .789 | 1.3 | 1.9 | .4  | .1  | 4.0 |
| Total   | Total  | 182 | 54 | 15.9 | .439 | .325 | .810 | 1.9 | 2.1 | .7  | .3  | 7.1 |

### Playoffs
| Ano   | Equipe | PJ | PT | MPP | %TC  | %3P  | %TL  | RPP | APP | ROB | TPP | PPP |
| ----- | ------ | -- | -- | --- | ---- | ---- | ---- | --- | --- | --- | --- | --- |
| 2010  | Dallas | 4  | 0  | 7.8 | .474 | .333 | .333 | 1.5 | 1.0 | .0  | .0  | 5.3 |
| 2012  | Dallas | 2  | 0  | 6.0 | .000 | .000 | .000 | .5  | 1.0 | .0  | .0  | .0  |
| Total | Total  | 6  | 0  | 7.0 | .429 | .286 | .333 | 1.2 | 1.0 | .0  | .0  | 3.5 |